# ژنویو کلوته
ژنویو کلوته (انگلیسی: Genevive Clottey؛ زادهٔ ۲۵ آوریل ۱۹۶۹) بازیکن فوتبال اهل غنا است.
وی همچنین در تیم ملی فوتبال زنان غنا بازی کرده‌است.